# Équipe de Russie masculine de volley-ball
Cet article traite de l'équipe masculine. Pour l'équipe féminine, voir Équipe de Russie féminine de volley-ball.
L'équipe de Russie de volley-ball est composée des meilleurs joueurs russes sélectionnés par la Fédération Russe de Volleyball (Vserossijskaya Federatsiya Volejbola, VFV). Elle est classée au 5e rang de la Fédération Internationale de Volleyball au 22 août 2016. Elle est considérée comme l'héritière du passé et du palmarès de l'Équipe d'URSS de volley-ball.

## Palmarès et parcours

### Palmarès
NB : jusqu'en 1991, les résultats présentés ci-dessous concernent l'équipe d'URSS.
- Jeux olympiques (4)
  - Vainqueur : 1964, 1968, 1980, 2012
  - Finaliste : 1976, 1988, 2000, 2020
- Championnats du monde (6)
  - Vainqueur : 1949, 1952, 1960, 1962, 1978, 1982
  - Finaliste : 1974, 1986, 2002
- Championnat d'Europe (14)
  - Vainqueur : 1950, 1951, 1967, 1971, 1975, 1977, 1979, 1981, 1983, 1985, 1987, 1991, 2013, 2017
  - Finaliste : 1999, 2005, 2007
- Ligue mondiale (3)
  - Vainqueur : 2002, 2011, 2013
  - Finaliste : 1993, 1998, 2000, 2007, 2010
- Coupe du monde (6)
  - Vainqueur : 1965, 1977, 1981, 1991, 1999, 2011
  - Finaliste : 1985, 2007
- World Grand Champions Cup
  - Finaliste : 2013
- Ligue européenne (1)
  - Vainqueur : 2005
  - Finaliste : 2004

### Parcours

#### Jeux olympiques
| - 1964 : Vainqueur - 1968 : Vainqueur - 1972 : 3e - 1976 : Finaliste - 1980 : Vainqueur - 1984 : Non qualifié - 1988 : Finaliste - 1992 : Non qualifié - 1996 : 4e - 2000 : Finaliste | - 2004 : 3e - 2008 : 3e - 2012 : Vainqueur - 2016 : 4e - 2020 : Finaliste - 2024: Non qualifié |

#### Championnats du monde
| - 1949 : Vainqueur - 1952 : Vainqueur - 1956 : 3e - 1960 : Vainqueur - 1962 : Vainqueur - 1966 : 3e - 1970 : 6e - 1974 : Finaliste - 1978 : Vainqueur - 1982 : Vainqueur | - 1986 : Finaliste - 1990 : 3e - 1994 : 7e - 1998 : 5e - 2002 : Finaliste - 2006 : 7e - 2010 : 5e - 2014 : 5e - 2018 : 6e - 2022 : Non qalifié |

#### Ligue mondiale
| - 1990 : 4e - 1991 : 3e - 1992 : 6e - 1993 : Finaliste - 1994 : 6e - 1995 : 4e - 1996 : 3e - 1997 : 3e - 1998 : Finaliste - 1999 : 4e | - 2000 : Finaliste - 2001 : 3e - 2002 : Vainqueur - 2003 : 7e - 2004 : Non participant - 2005 : Non participant - 2006 : 3e - 2007 : Finaliste - 2008 : 3e - 2009 : 3e | - 2010 : Finaliste - 2011 : Vainqueur - 2012 : 8e - 2013 : Vainqueur - 2014 : 5e - 2015 : 8e - 2016 : 7e - 2017 : 5e |

#### Coupe du monde
| - 1965 : Vainqueur - 1969 : 3e - 1977 : Vainqueur - 1981 : Vainqueur - 1985 : Finaliste - 1989 : 3e - 1991 : Vainqueur - 1995 : ? - 1999 : Vainqueur - 2003 : Non participant | - 2007 : Finaliste - 2011 : Vainqueur - 2015 : 4e - 2019 : 6e |

#### Championnat d'Europe
| - 1948 : Non participant - 1950 : Vainqueur - 1951 : Vainqueur - 1955 : 4e - 1958 : 3e - 1963 : 3e - 1967 : Vainqueur - 1971 : Vainqueur - 1975 : Vainqueur - 1977 : Vainqueur |  | - 1979 : Vainqueur - 1981 : Vainqueur - 1983 : Vainqueur - 1985 : Vainqueur - 1987 : Vainqueur - 1989 : 4e - 1991 : Vainqueur - 1993 : 3e - 1995 : 5e - 1997 : 5e |  | - 1999 : Finaliste - 2001 : 3e - 2003 : 3e - 2005 : Finaliste - 2007 : Finaliste - 2009 : 4e - 2011 : 4e - 2013 : Vainqueur - 2015 : 6e - 2017 : Vainqueur | - 2019 : - 2021 : 7e - 2023 : Non qualifié |

#### World Grand Champions Cup
| - 1993 : Non participant - 1997 : Non participant - 2001 : Non participant - 2005 : Non participant - 2009 : Non participant - 2013 : Finaliste - 2017 : 4e |

#### Ligue européenne
| - 2004 : 3e - 2005 : Vainqueur - 2006 : Non participant - 2007 : Non participant - 2008 : Non participant - 2009 : Non participant |